# 戦慄のピーカブー
戦慄のピーカブー（せんりつのピーカブー）は、日本の男女お笑いコンビ。ホリプロコム所属。

## メンバー
いしはら あゆむ（1994年12月16日 - ）（30歳）
ツッコミ担当。
本名は、石原 歩（読み同じ）。島根県出身。身長171 cm、体重62 kg。血液型はO型。
趣味はボードゲーム、特技はアロマアドバイス。
結成前は、同期の秋本純とのコンビ「ニケ」として活動していた。

渋木プロテインおやじ（しぶきプロテインおやじ、1993年3月13日 - ）（32歳）
ボケ担当。
本名は、渋木 美里（しぶき みさと）。埼玉県川越市出身。埼玉県立浦和第一女子高等学校、筑波大学知識情報・図書館学類卒。身長161 cm、体重55 kg。血液型はAB型。
趣味は音楽フェス、K-POP、バンド、アイドル。特技はピアノ、楽器演奏、書道、パソコン。
既婚者。夫とはTinderで知り合っており、出会って1ヶ月で結婚。夫からは「下北沢のガッキー」と呼ばれている。
結成前は、同期のかすみ（現在は「かすみん」の芸名でコンビ「おなご」として松竹芸能で活動）とのコンビ「ビバリーガール」としてワタナベエンターテインメントで活動していた。
芸名から男性と間違われることが多いものの、女性である。
大学在学中、芸名のまま筑波大学のミスキャンパスコンテストにエントリーした。
BuzzFeed Japanに勤務しながら芸人活動をしている。
ヤダヤムクン（相性はいいよね）とは小中学校の同級生。
自身のXで、2025年3月31日を以て芸能活動を33年間休止することを発表。2058年4月から復帰予定。

## 経歴・芸風
- 同じ頃に解散した者同士がユニットとして一時期フリーで活動を経て、2021年正式に結成[14]。
- コンビ名は、「恐怖と笑いを表現すべく、このコンビ名にした」（渋木は「私的にはクイーンのファーストアルバムの邦題の『戦慄の王女』からとってます」とも話している[15]）のが由来[16]。その名前通り、急に叫んだりポーズを決めたりする独特な漫才で注目を浴びた[17]。ちなみに、「ピーカブー」は英語で「いないいないばあ」の意味。
- 前述の通り、主に漫才を演じている[18]。ツカミとオチは、2人で叫んでいる。渋木がボケると、いしはらが甲高い声で「ハッハー! ○○!」という独特なツッコミを入れる（例：「呪う(×10)…じゃあ、ここは?」「ハハー! ひじ!」など）。この際、2人で違うポーズを取る[18]。この決めポーズは「ローズアブソリュート」「月夜の誘い」「インフィニティウィング」など、それぞれ名前がついている[19]。
- 2023年、おもしろ荘の最終オーディションまで進むも、次点となり出場ならず[20]。翌年2024年、念願の出場を果たし12組中11組目に登場した（なお、この年は渋木の同期である橘井と小池が優勝[21]）。ゲストの浜辺美波・志尊淳からは高評価だったが、岡村隆史（ナインティナイン）からはそれぞれ「美味しんぼ(の山岡士郎)?」（いしはら）、「キンタロー。に似ている」（渋木）と評された[7]。
- 2025年3月13日、渋木が活動休止を自身のXで公表。それに伴い、同年3月31日を以ての解散を発表。石原は活動を続ける。

## 賞レース戦歴

### M-1グランプリ
| 年度             | 結果         | 会場                       | エントリー No. | 備考         |
| ---------------- | ------------ | -------------------------- | -------------- | ------------ |
| 2021年（第17回） | 2回戦進出    | 雷5656会館ときわホール     | 3458           |              |
| 2022年（第18回） | 1回戦敗退    | シダックスカルチャーホール | 4004           |              |
| 2023年（第19回） | 準々決勝進出 | ルミネtheよしもと          | 804            | 1回戦1位通過 |
| 2024年（第20回） | 準々決勝進出 | ルミネtheよしもと          | 1257           |              |

- 2022年：30-1グランプリ 決勝進出[23]
- 2023年：30-1グランプリ 決勝進出[24]
- 2023年：出囃子大賞典 決勝進出[25]
- 2023年：UNDER5 AWARD 3回戦進出[26]

## 出演
- スナック キズツキ 第11話（2021年12月17日[27]、テレビ東京）- 芸人役[28]
- 水曜日のダウンタウン（2022年4月13日[23]・2023年4月12日[24]、TBSテレビ）
- ネタパレ（2022年4月22日[29]、フジテレビ）
- 目指せ!! アウトレット芸人7（2022年9月19日[30]、チバテレ）
- 冗談来人（2022年12月17日[31]・12月31日[32]、BSフジ）
- 知らなくて委員会（2023年1月18日[33]、HBC北海道放送）
- モクバラナイト『お笑いエスポワール号』（2023年6月22日・29日[34]、TBSテレビ）
- ぴったり にちようチャップリン（2023年10月28日[35]・11月4日[36]、テレビ大阪）
- 千鳥のクセスゴ!（2023年12月17日[37]、フジテレビ）
- おもしろ荘へいらっしゃい!（2023年12月31日[21]、日本テレビ）